# Museo de Historia Natural de Tamaulipas
El Museo TAMux, oficialmente el Museo de Historia Natural de Tamaulipas fue inaugurado el 13 de febrero del año 2004 en Ciudad Victoria, Tamaulipas.
Asimismo, el Museo de Historia Natural de Tamaulipas TAMux cuenta con un auditorio para 120 personas, una sala de exposiciones temporales, una sala de juntas, una tienda de recuerdos, un teatro al aire libre (concha acústica) con capacidad para 1200 personas, 4 terrazas y alberga el Planetario de Ciudad Victoria “Dr. Ramiro Iglesias Leal”, el cual cuenta con una sala de proyecciones de 200 butacas y un sistema de proyección astronómica. El museo se encuentra ubicado dentro del Parque Cultural y Recreativo Tamaulipas siglo XXI.
El museo cuenta con visitas guiadas, videosalas, sanitarios, rampas, librería, guardarropa, estacionamientos, elevador, biblioteca, atención a grupos escolares, y actividades interactivas.

## Etimología
TAMux, en idioma huasteco tének, significa punto de encuentro. El museo se advoca a dos principales objetivos: la divulgación de la cultura científica y la educación ambiental.

## Salas

### Sala de Proyecciones En 3-D
El museo cuenta con la sala de proyecciones en 3-D “Dr. Ruy Pérez Tamayo”. Cuenta con 114 butacas y sistemas de audio y video. Funciona también como auditorio para conferencias, presentaciones de libros y eventos artísticos.

### Salas Temáticas
La visita al museo incluye un recorrido por las 5 salas del museo, las cuales, por medio de pantallas interactivas, audios, videos, textos y modelos a escala, narran el origen y la evolución del universo y de la vida.
- Sala 1.- El Universo
- Sala 2.- La Vida
- Sala 3.- Evolución y Paleontología
- Sala 4.- Biodiversidad Tamaulipeca
- Sala 5.- El Hombre y la Naturaleza

### Sala de Exposiciones Temporales
Espacio de 80 m2, que se utiliza para la presentación de exhibiciones artísticas, culturales y científicas. Hay fotografías, esculturas, pinturas y colecciones antropológicas.

## Planetario Dr. Ramiro Iglesias Leal
El Planetario de Ciudad Victoria es un planetario, centro de divulgación científica y tecnológica también ubicado dentro del Parque Cultural y Recreativo Tamaulipas siglo XXI. Fue inaugurado en diciembre de 1992 y promueve el acercamiento de la niñez y la juventud hacia el estudio de las ciencias. Proporciona una nueva opción de entretenimiento y recreación con programas diseñados y producidos con un alto contenido didáctico.

### Sala de exhibición
El planetario consta de una sala circular con capacidad para 210 personas, en la que se proyectan imágenes del cielo estrellado a través de un proyector estelar. El proyector tiene más de 40 sistemas ópticos que permiten proyectar hasta 8,500 estrellas, nebulosas, galaxias y la propia Vía Láctea. El planetario también puede representar los principales movimientos del planeta Tierra, como la traslación, la rotación y la precesión, y sincronizarlos con los de los planetas, el Sol y la Luna. Esto permite mostrar cómo se verían estos objetos proyectados contra la esfera celeste desde cualquier punto sobre la superficie de la Tierra, incluidos los polos.